# 阿方索·阿隆索
阿方索·阿隆索·阿拉内吉（西班牙語：Alfonso Alonso Aranegui，1967年4月14日—）是巴斯克人民党政治人物。2014年至2016年担任西班牙卫生、社会福利与平等大臣。

## 经历
出生于巴斯克地区維多利亞市。毕业于巴斯克大学法学院，加入了人民党，曾任維多利亞市议员（1996年 - 2008年）和维多利亚市长（1999年 - 2007年）。在2011年西班牙大选后被人民党主席拉霍伊任命为该党在眾議院发言人。2014年12月前任卫生大臣安娜·马托受古特尔受贿案牵连，自愿辞职。阿隆索成为新任大臣。2016年8月卸任后，宣布参加2016年巴斯克自治区政府议会选举。同年10月作为阿拉瓦选区代表进入巴斯克自治区议会。